# Liste der Naturdenkmale in Landkern
Die Liste der Naturdenkmale in Landkern nennt die im Gemeindegebiet von Landkern ausgewiesenen Naturdenkmale (Stand 25. März 2024).

## Naturdenkmale
| Nr.         | Bezeichnung              | Lage                               | Beschreibung       | Bild                                    |
| ----------- | ------------------------ | ---------------------------------- | ------------------ | --------------------------------------- |
| ND-7135-449 | Eiche am Hause Conrad    | Hohlstraße, bei Nr. 19 Lage        | Quercus robur      | Direkt Bild zu diesem Denkmal hochladen |
| ND-7135-450 | Esche am alten Forsthaus | südlich des Ortes an der L 98 Lage | Fraxinus excelsior | Direkt Bild zu diesem Denkmal hochladen |